# Lijst van jazzstandards

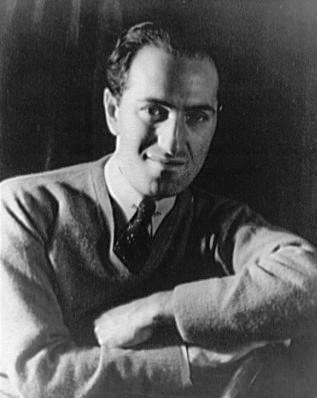
George Gershwin, componist in de periode 1920–1940

Jazzstandards zijn muzikale composities die, doordat ze door zoveel musici vertolkt zijn, een wijde bekendheid genieten. Meer specifiek duidt het die jazznummers aan die algemeen behoren tot het repertoire van jazzmuzikanten die er zodoende op kunnen vertrouwen dat andere sessiemuzikanten deze nummers meteen zullen kunnen meespelen. De lijst met jazzstandards wordt voortdurend aangevuld, zodat er geen sprake is van een definitieve lijst.
Niet alle jazzstandards werden geschreven door jazzcomponisten. Vele ervan waren oorspronkelijk populaire liedjes uit bijvoorbeeld Broadway-musicals en films.

## Traditionals (onbekende auteurs)
| Titel                                                        |
| ------------------------------------------------------------ |
| "Careless Love"                                              |
| "Frankie and Johnny (Were Lovers)" (of "Frankie and Albert") |
| "Just a Closer Walk with Thee"                               |
| "St. James Infirmary (Blues)"                                |
| "When the Saints Go Marching In"                             |

## 1890–1900
| Titel            | Componist    | Tekstschrijver | Jaar |
| ---------------- | ------------ | -------------- | ---- |
| "Maple Leaf Rag" | Scott Joplin | Scott Joplin   | 1899 |

## 1900–1910
| Titel                                      | Componist     | Tekstschrijver | Jaar |
| ------------------------------------------ | ------------- | -------------- | ---- |
| "Bill Bailey (Won't You Please Come Home)" | Hughie Cannon | Hughie Cannon  | 1902 |
| "Chinatown, My Chinatown"                  | Jean Schwartz | William Jerome | 1906 |
| "The Entertainer"                          | Scott Joplin  | Scott Joplin   | 1902 |
| "Shine On Harvest Moon"                    | Nora Bayes    | Jack Norworth  | 1908 |

## 1910–1920
| Titel                                          | Componist                                                              | Tekstschrijver                               | Jaar |
| ---------------------------------------------- | ---------------------------------------------------------------------- | -------------------------------------------- | ---- |
| "After You've Gone"                            | Turner Layton                                                          | Henry Creamer                                | 1918 |
| "Alexander's Ragtime Band"                     | Irving Berlin                                                          | Irving Berlin                                | 1911 |
| "Baby Won't You Please Come Home"              | Charles Warfield, Clarence Williams                                    | Charles Warfield, Clarence Williams          | 1919 |
| "Back Home Again In Indiana"                   | James Hanley                                                           | Ballard MacDonald                            | 1917 |
| "Ballin' the Jack"                             | Chris Smith                                                            | Jim Burris                                   | 1913 |
| "Beale Street Blues"                           | W.C. Handy                                                             | W.C. Handy                                   | 1916 |
| "Darktown Strutters Ball"                      | Shelton Brooks                                                         | Shelton Brooks                               | 1917 |
| "Fidgety Feet"                                 | Nick LaRocca, Larry Shields                                            | N/B                                          | 1919 |
| "A Good Man Is Hard to Find"                   | Eddie Green                                                            | Eddie Green                                  | 1918 |
| "I Ain't Got Nobody (And Nobody Cares for Me)" | Dave Peyton, Spencer Williams                                          | Roger Graham                                 | 1915 |
| "Ja-Da"                                        | Bob Carleton                                                           | Bob Carleton                                 | 1918 |
| "Memphis Blues"                                | W.C. Handy                                                             | George A. Norton                             | 1912 |
| "Royal Garden Blues"                           | Clarence Williams, Spencer Williams                                    | Clarence Williams, Spencer Williams          | 1919 |
| "Some of These Days"                           | Shelton Brooks                                                         | Shelton Brooks                               | 1910 |
| "Someday Sweetheart"                           | Benjamin F. Spikes, John C. Spikes                                     | Benjamin F. Spikes, John C. Spikes           | 1919 |
| "St. Louis Blues"                              | W.C. Handy                                                             | W.C. Handy                                   | 1914 |
| "That's a Plenty"                              | Lew Pollack                                                            | Ray Gilbert                                  | 1914 |
| "Tiger Rag"                                    | Eddie Edwards, Nick LaRocca, Henry Ragas, Tony Sbarbaro, Larry Shields | Harry Decosta                                | 1917 |
| "Twelfth Street Rag"                           | Euday L. Bowman                                                        | Jack S. Sumner, Spencer Williams, Andy Razaf | 1914 |
| "Weary Blues" ("Shake It And Break It")        | Artie Matthews                                                         | Mort Greene, George Cates                    | 1915 |
| "The World Is Waiting for the Sunrise"         | Ernest Seitz                                                           | Gene Lockhart                                | 1919 |

## 1920–1930
| Titel                                                                 | Componist                                             | Tekstschrijver                                        | Jaar |
| --------------------------------------------------------------------- | ----------------------------------------------------- | ----------------------------------------------------- | ---- |
| "Ain't Misbehavin'"                                                   | Harry Brooks, Fats Waller                             | Andy Razaf                                            | 1929 |
| "Basin Street Blues"                                                  | Spencer Williams                                      | Spencer Williams                                      | 1928 |
| "(What Did I Do to Be So) Black and Blue"                             | Fats Waller                                           | Harry Brooks, Andy Razaf                              | 1929 |
| "Blue Skies"                                                          | Irving Berlin                                         | Irving Berlin                                         | 1927 |
| "Bugle Call Rag"                                                      | Billy Meyers, Jack Pettis, Elmer Schoebel             | Billy Meyers, Jack Pettis, Elmer Schoebel             | 1922 |
| "Charleston"                                                          | James P. Johnson                                      | Cecil Mack                                            | 1920 |
| "China Boy"                                                           | Phil Boutelje, Richard A. Winfree                     | Phil Boutelje, Richard A. Winfree                     | 1922 |
| "Copenhagen"                                                          | Charles Davis                                         | Walter Melrose                                        | 1924 |
| "Crazy Rhythm"                                                        | Roger Wolfe Kahn, Joseph Meyer                        | Irving Caesar                                         | 1928 |
| "Creole Love Call" (of "Creole Love Song")                            | Duke Ellington                                        | Duke Ellington                                        | 1928 |
| "Dinah"                                                               | Harry Akst                                            | Sam M. Lewis, Joseph Young                            | 1925 |
| "Everybody Loves My Baby"                                             | Spencer Williams                                      | Jack Palmer                                           | 1924 |
| "Farewell Blues"                                                      | Paul Mares, Leon Roppolo, Elmer Schoebel              | Paul Mares, Leon Roppolo, Elmer Schoebel              | 1922 |
| "Hard Hearted Hannah (The Vamp of Savannah)"                          | Milton Ager                                           | Charles Bates, Bob Bigelow, Jack Yellen               | 1924 |
| "Honeysuckle Rose"                                                    | Fats Waller                                           | Andy Razaf                                            | 1929 |
| "How Come You Do Me Like You Do?"                                     | Gene Austin, Roy Bergere                              | Gene Austin, Roy Bergere                              | 1924 |
| "(I Don't Stand a) Ghost of a Chance (With You)"                      | Victor Young                                          | Bing Crosby, Ned Washington                           | 1932 |
| "If I Could Be with You (One Hour Tonight)"                           | James P. Johnson                                      | Henry Creamer                                         | 1926 |
| "If I Had You"                                                        | James Campbell, Reginald Connelly, Ted Shapiro        | James Campbell, Reginald Connelly, Ted Shapiro        | 1928 |
| "I've Found a New Baby" (of "I Found a New Baby")                     | Spencer Williams, Jack Palmer                         | Spencer Williams, Jack Palmer                         | 1926 |
| "Just You, Just Me"                                                   | Jesse Greer                                           | Raymond Klages                                        | 1929 |
| "King Porter Stomp"                                                   | Jelly Roll Morton                                     | Sonny Burke, Sid Robin                                | 1923 |
| "Lover, Come Back to Me"                                              | Sigmund Romberg                                       | Oscar Hammerstein II                                  | 1928 |
| "(The Ballad of) Mack the Knife" (of "Die Moritat von Mackie Messer") | Kurt Weill                                            | Bertolt Brecht (Duits) Marc Blitzstein (Engels)       | 1928 |
| "The Man I Love"                                                      | George Gershwin                                       | Ira Gershwin                                          | 1924 |
| "Mean to Me"                                                          | Fred E. Ahlert                                        | Roy Turk                                              | 1929 |
| "More Than You Know"                                                  | Vincent Youmans                                       | Edward Eliscu, Billy Rose                             | 1929 |
| " (My Little) Margie"                                                 | Con Conrad, J. Russell Robinson                       | Benny Davis                                           | 1920 |
| "Nagasaki"                                                            | Harry Warren                                          | Mort Dixon                                            | 1928 |
| "Oh, Lady be Good!"                                                   | George Gershwin                                       | Ira Gershwin                                          | 1924 |
| "Rhapsody in Blue"                                                    | George Gershwin                                       | (instrumentaal/klassiek)                              | 1924 |
| "Rockin' Chair"                                                       | Hoagy Carmichael                                      | Hoagy Carmichael                                      | 1929 |
| "Sheik of Araby"                                                      | Ted Snyder                                            | Harry B. Smith, Francis Wheeler                       | 1921 |
| "Softly As in a Morning Sunrise"                                      | Sigmund Romberg                                       | Oscar Hammerstein II                                  | 1928 |
| "Someone to Watch Over Me"                                            | George Gershwin                                       | Ira Gershwin                                          | 1926 |
| "South"                                                               | Bennie Moten                                          | Thamon Hayes                                          | 1924 |
| "Squeeze Me"                                                          | Fats Waller                                           | Clarence Williams                                     | 1925 |
| "Stardust"                                                            | Hoagy Carmichael                                      | Mitchell Parish                                       | 1929 |
| "Sugar (That Sugar Baby O' Mine)"                                     | Maceo Pinkard                                         | Edna Alexander, Sidney D. Mitchell                    | 1927 |
| "Sweet Georgia Brown"                                                 | Ben Bernie, Kenneth Casey, Maceo Pinkard              | Ben Bernie, Kenneth Casey, Maceo Pinkard              | 1925 |
| "Sweet Lorraine"                                                      | Cliff Burwell                                         | Mitchell Parish                                       | 1928 |
| "'S Wonderful"                                                        | George Gershwin                                       | Ira Gershwin                                          | 1927 |
| "Tea for Two (jazznummer)"                                            | Vincent Youmans                                       | Irving Caesar                                         | 1925 |
| "What Is This Thing Called Love?"                                     | Cole Porter                                           | Cole Porter                                           | 1929 |
| "Wild Man Blues"                                                      | Louis Armstrong, Jelly Roll Morton                    | Louis Armstrong, Jelly Roll Morton                    | 1927 |
| "Wolverine Blues"                                                     | Jelly Roll Morton, Benjamin F. Spikes, John C. Spikes | Jelly Roll Morton, Benjamin F. Spikes, John C. Spikes | 1923 |

## 1930-1940
| Titel                                                | Componist                                    | Tekstschrijver                               | Jaar |
| ---------------------------------------------------- | -------------------------------------------- | -------------------------------------------- | ---- |
| "All of Me"                                          | Gerald Marks, Seymour Simons                 | Gerald Marks, Seymour Simons                 | 1931 |
| "All the Things You Are"                             | Jerome Kern                                  | Oscar Hammerstein II                         | 1939 |
| "Alone Together (jazzlied)"                          | Arthur Schwartz                              | Howard Dietz                                 | 1932 |
| "April in Paris"                                     | Vernon Duke                                  | Yip Harburg                                  | 1932 |
| "Autumn in New York"                                 | Vernon Duke                                  | Vernon Duke                                  | 1934 |
| "Azure"                                              | Duke Ellington                               | Irving Mills                                 | 1937 |
| "Beautiful Love"                                     | Wayne King, Egbert Van Alstyne, Victor Young | Haven Gillespie                              | 1931 |
| "Bei Mir Bistu Shein"                                | Jacob Jacobs                                 | Sholom Secunda                               | 1937 |
| "The Best Is Yet to Come"                            | Cy Coleman                                   | Carolyn Leigh                                | 1959 |
| "Blue Moon"                                          | Richard Rodgers                              | Lorenz Hart                                  | 1934 |
| "Body and Soul"                                      | Johnny Green                                 | Edward Heyman, Robert Sour, Frank Eyton      | 1930 |
| "But Not for Me"                                     | George Gershwin                              | Ira Gershwin                                 | 1930 |
| "Caravan"                                            | Duke Ellington, Juan Tizol                   | Irving Mills                                 | 1936 |
| "Cherokee (Indian Love Song)"                        | Ray Noble                                    | Ray Noble                                    | 1938 |
| "(I'm) Confessin' (That I Love You)"                 | Ellis Reynolds, Doc Daugherty                | Al Neiburg                                   | 1930 |
| "Darn That Dream"                                    | Jimmy Van Heusen                             | Eddie DeLange                                | 1939 |
| "Don't Blame Me"                                     | Jimmy McHugh                                 | Dorothy Fields                               | 1933 |
| "Drop Me Off in Harlem"                              | Duke Ellington                               | Nick Kenny                                   | 1933 |
| "Easy Living"                                        | Ralph Rainger                                | Leo Robin                                    | 1937 |
| "Embraceable You"                                    | George Gershwin                              | Ira Gershwin                                 | 1928 |
| "A Foggy Day (in London Town)"                       | George Gershwin                              | Ira Gershwin                                 | 1937 |
| "Frenesi"                                            | Alberto Domínguez                            | Ray Charles, Alberto Domínguez, S.K. Russell | 1939 |
| "Georgia on My Mind"                                 | Hoagy Carmichael                             | Stuart Gorrell                               | 1930 |
| "Have You Met Miss Jones?"                           | Richard Rodgers                              | Lorenz Hart                                  | 1937 |
| "Heart and Soul"                                     | Hoagy Carmichael                             | Frank Loesser                                | 1938 |
| "How Deep Is the Ocean (How High Is the Sky)"        | Irving Berlin                                | Irving Berlin                                | 1932 |
| "I Ain't Got Nothin' But the Blues"                  | Duke Ellington                               | Don George                                   | 1937 |
| "I Can't Get Started (with You)"                     | Vernon Duke                                  | Ira Gershwin                                 | 1935 |
| "I Cover the Waterfront"                             | Johnny Green                                 | Edward Heyman                                | 1933 |
| "I Didn't Know What Time It Was"                     | Richard Rodgers                              | Lorenz Hart                                  | 1939 |
| "If I Should Lose You"                               | Ralph Rainger                                | Leo Robin                                    | 1936 |
| "I Got Rhythm"                                       | George Gershwin                              | Ira Gershwin                                 | 1930 |
| "I Remember Clifford"                                | Benny Golson                                 | Jon Hendricks                                | 1937 |
| "I Surrender Dear"                                   | Harry Barris                                 | Gordon Clifford                              | 1931 |
| "In a Mellow Tone" (of "In a Mellotone")             | Duke Ellington                               | Milt Gabler                                  | 1939 |
| "In a Sentimental Mood"                              | Duke Ellington                               | Irving Mills                                 | 1935 |
| "In the Mood"                                        | Joe Garland                                  | Andy Razaf                                   | 1939 |
| "It Don't Mean a Thing (If It Ain't Got That Swing)" | Duke Ellington                               | Irving Mills                                 | 1932 |
| "It's Only a Paper Moon"                             | Harold Arlen                                 | Yip Harburg, Billy Rose                      | 1933 |
| "Just Friends"                                       | John Klenner                                 | Sam M. Lewis                                 | 1931 |
| "Just One of Those Things"                           | Cole Porter                                  | Cole Porter                                  | 1935 |
| "(Up a) Lazy River"                                  | Hoagy Carmichael, Sidney Arodin              | Hoagy Carmichael, Sidney Arodin              | 1931 |
| "Love for Sale"                                      | Cole Porter                                  | Cole Porter                                  | 1930 |
| "(Our) Love Is Here to Stay"                         | George Gershwin                              | Ira Gershwin                                 | 1938 |
| "Memories of You"                                    | Eubie Blake                                  | Andy Razaf                                   | 1930 |
| "Mood Indigo"                                        | Barney Bigard, Duke Ellington                | Irving Mills                                 | 1930 |
| "My Funny Valentine"                                 | Richard Rodgers                              | Lorenz Hart                                  | 1937 |
| "My Romance"                                         | Richard Rodgers                              | Lorenz Hart                                  | 1935 |
| "The Nearness of You"                                | Hoagy Carmichael                             | Ned Washington                               | 1938 |
| "New Orleans"                                        | Hoagy Carmichael                             | Hoagy Carmichael                             | 1932 |
| "Night and Day (jazzlied)"                           | Cole Porter                                  | Cole Porter                                  | 1932 |
| "Once in a While"                                    | Michael Edwards                              | Bud Green                                    | 1937 |
| "One Morning in May"                                 | Hoagy Carmichael                             | Mitchell Parish                              | 1933 |
| "One O'Clock Jump"                                   | Count Basie                                  | Count Basie                                  | 1938 |
| "On the Sunny Side of the Street"                    | Jimmy McHugh                                 | Dorothy Fields                               | 1930 |
| "Out of Nowhere"                                     | Johnny Green                                 | Edward Heyman                                | 1931 |
| "(Somewhere) Over the Rainbow"                       | Harold Arlen                                 | Yip Harburg                                  | 1939 |
| "Pennies from Heaven"                                | Arthur Johnston                              | Johnny Burke                                 | 1936 |
| "Prelude to a Kiss"                                  | Duke Ellington, Irving Mills                 | Mack Gordon                                  | 1938 |
| "Riverboat Shuffle"                                  | Hoagy Carmichael                             | Irving Mills, Mitchell Parish, Dick Voynow   | 1939 |
| "September in the Rain"                              | Harry Warren                                 | Al Dubin                                     | 1937 |
| "September Song"                                     | Kurt Weill                                   | Maxwell Anderson                             | 1938 |
| "Sing, Sing, Sing"                                   | Louis Prima                                  | Louis Prima                                  | 1936 |
| "(When It's) Sleepy Time Down South"                 | Clarence Muse, Leon René, Otis René          | Clarence Muse, Leon René, Otis René          | 1931 |
| "(In My) Solitude"                                   | Duke Ellington                               | Eddie DeLange, Irving Mills                  | 1934 |
| "Something to Live For"                              | Duke Ellington, Billy Strayhorn              | Duke Ellington, Billy Strayhorn              | 1939 |
| "Sophisticated Lady"                                 | Duke Ellington, Irving Mills                 | Mitchell Parish                              | 1933 |
| "Smoke Gets in Your Eyes (jazzlied)"                 | Jerome Kern                                  | Otto Harbach                                 | 1933 |
| "Stars Fell on Alabama"                              | Frank Perkins                                | Mitchell Parish                              | 1934 |
| "Stompin' at the Savoy"                              | Benny Goodman, Edgar Sampson, Chick Webb     | Andy Razaf                                   | 1936 |
| "Summertime"                                         | George Gershwin                              | DuBose Heyward                               | 1935 |
| "They Can't Take That Away from Me"                  | George Gershwin                              | Ira Gershwin                                 | 1937 |
| "There Is No Greater Love"                           | Isham Jones                                  | Marty Symes                                  | 1936 |
| "These Foolish Things (Remind Me of You)"            | Harry Link, Eric Maschwitz, Jack Strachey    | Harry Link, Eric Maschwitz, Jack Strachey    | 1936 |
| "The Way You Look Tonight"                           | Jerome Kern                                  | Dorothy Fields                               | 1936 |
| "What a Little Moonlight Can Do"                     | Harry M. Woods                               | Harry M. Woods                               | 1935 |
| "What's New?"                                        | Bob Haggart                                  | Johnny Burke                                 | 1939 |
| "When Your Lover Has Gone"                           | Einar Aaron Swan                             | Einar Aaron Swan                             | 1931 |
| "Why Don't You Do Right (Get Me Some Money, Too!)"   | Kansas Joe McCoy                             | Kansas Joe McCoy                             | 1936 |
| "Willow Weep for Me"                                 | Ann Ronell                                   | Ann Ronell                                   | 1932 |
| "Woodchopper's Ball"                                 | Joe Bishop, Woody Herman                     | N/B                                          | 1939 |
| "Yesterdays"                                         | Jerome Kern                                  | Otto Harbach                                 | 1933 |
| "You Go to My Head"                                  | J. Fred Coots                                | Haven Gillespie                              | 1938 |

## 1940–1950
| Titel                                                         | Componist                               | Tekstschrijver                                 | Jaar |
| ------------------------------------------------------------- | --------------------------------------- | ---------------------------------------------- | ---- |
| "After Hours"                                                 | Avery Parrish                           | Robert Bruce, Buddy Feyne                      | 1946 |
| "All Too Soon"                                                | Duke Ellington                          | Carl Sigman                                    | 1940 |
| "Angel Eyes"                                                  | Matt Dennis                             | Earl K. Brent                                  | 1946 |
| "Anthropology"                                                | Dizzy Gillespie, Charlie Parker         | N/B                                            | 1946 |
| "Les feuilles mortes" (of "Autumn Leaves")                    | Joseph Kosma                            | Jacques Prévert (Frans) Johnny Mercer (Engels) | 1947 |
| "Billie's Bounce" (of "Bill's Bounce")                        | Charlie Parker                          | N/B                                            | 1945 |
| "Brazil" (of "Aquarela do Brasil")                            | Ary Barroso                             | S. K. Russell                                  | 1941 |
| "But Beautiful"                                               | Jimmy Van Heusen                        | Johnny Burke                                   | 1947 |
| "C Jam Blues" (of "Duke's Place")                             | Duke Ellington                          | Duke Ellington                                 | 1942 |
| "Chelsea Bridge"                                              | Billy Strayhorn                         | Billy Strayhorn                                | 1941 |
| "Come Rain or Come Shine"                                     | Harold Arlen                            | Johnny Mercer                                  | 1946 |
| "Confirmation"                                                | Charlie Parker                          | N/B                                            | 1946 |
| "Cotton Tail"                                                 | Duke Ellington                          | Duke Ellington                                 | 1940 |
| "Day Dream"                                                   | Duke Ellington, Billy Strayhorn         | John La Touche                                 | 1946 |
| "Do Nothing till You Hear from Me" (of "Concerto for Cootie") | Duke Ellington                          | Bob Russell                                    | 1940 |
| "Do You Know What It Means to Miss New Orleans"               | Louis Alter                             | Eddie DeLange                                  | 1946 |
| "Donna Lee"                                                   | Miles Davis                             | N/B                                            | 1947 |
| "Epistrophy"                                                  | Thelonious Monk, Kenny Clarke           | N/B                                            | 1942 |
| "Ev'ry Time We Say Goodbye"                                   | Cole Porter                             | Cole Porter                                    | 1944 |
| "Everything But You"                                          | Duke Ellington, Harry James             | Don George                                     | 1945 |
| "Flamingo"                                                    | Ted Grouya                              | Edmund Anderson                                | 1941 |
| "Four Brothers"                                               | Jimmy Giuffre                           | N/B                                            | 1948 |
| "Groovin' High"                                               | Dizzy Gillespie                         | N/B                                            | 1944 |
| "Harlem Nocturne"                                             | Earle Hagen                             | Dick Rogers                                    | 1943 |
| "Hot House"                                                   | Tadd Dameron                            | N/B                                            | 1945 |
| "How High the Moon"                                           | Morgan Lewis                            | Nancy Hamilton                                 | 1940 |
| "I Got It Bad (and That Ain't Good)"                          | Duke Ellington                          | Paul Francis Webster                           | 1941 |
| "I Should Care"                                               | Sammy Cahn, Axel Stordahl, Paul Weston  | Sammy Cahn, Axel Stordahl, Paul Weston         | 1944 |
| "I'll Remember April"                                         | Gene de Paul                            | Patricia Johnston, Don Raye                    | 1941 |
| "I'm Just a Lucky So-and-So"                                  | Duke Ellington                          | Mack David                                     | 1945 |
| "It Could Happen to You"                                      | Jimmy Van Heusen                        | Johnny Burke                                   | 1944 |
| "It Might as Well Be Spring"                                  | Richard Rodgers                         | Oscar Hammerstein II                           | 1945 |
| "Just A-Sittin' and A-Rockin'"                                | Duke Ellington, Billy Strayhorn         | Lee Gaines                                     | 1941 |
| "Just Squeeze Me (But Please Don't Tease Me)"                 | Duke Ellington                          | Lee Gaines                                     | 1941 |
| "Laura"                                                       | David Raksin                            | Johnny Mercer                                  | 1945 |
| "Long Ago (And Far Away)"                                     | Jerome Kern                             | Ira Gershwin                                   | 1944 |
| "Lover Man (Oh Where Can You Be?)"                            | Jimmy Davis, Ram Ramirez, Jimmy Sherman | Jimmy Davis, Ram Ramirez, Jimmy Sherman        | 1942 |
| "Lush Life"                                                   | Billy Strayhorn                         | Billy Strayhorn                                | 1949 |
| "Nature Boy"                                                  | eden ahbez                              | eden ahbez                                     | 1947 |
| "The Night Has a Thousand Eyes"                               | Jerry Brainin                           | Buddy Bernier                                  | 1948 |
| "A Night in Tunisia"                                          | Dizzy Gillespie, Frank Paparelli        | Jon Hendricks                                  | 1942 |
| "Now's the Time"                                              | Charlie Parker                          | N/B                                            | 1945 |
| "On Green Dolphin Street"                                     | Bronisław Kaper                         | Ned Washington                                 | 1947 |
| "Ornithology"                                                 | Charlie Parker, Bennie Harris           | N/B                                            | 1946 |
| "Perdido"                                                     | Juan Tizol                              | Ervin Drake, Hans Jan Lengsfelder              | 1942 |
| "Polka Dots and Moonbeams"                                    | Jimmy Van Heusen                        | Johnny Burke                                   | 1940 |
| "'Round Midnight" (of "'Round About Midnight")                | Thelonious Monk, Cootie Williams        | Bernie Hanighen                                | 1944 |
| "Salt Peanuts"                                                | Kenny Clarke, Dizzy Gillespie           | N/B                                            | 1941 |
| "Scrapple from the Apple"                                     | Charlie Parker                          | N/B                                            | 1947 |
| "Since I Fell for You"                                        | Buddy Johnson                           | Buddy Johnson                                  | 1945 |
| "Skylark"                                                     | Hoagy Carmichael                        | Johnny Mercer                                  | 1942 |
| "Star Eyes"                                                   | Gene de Paul, Don Raye                  | Gene de Paul, Don Raye                         | 1943 |
| "Stella by Starlight"                                         | Victor Young                            | Ned Washington                                 | 1946 |
| "The Surrey with the Fringe on Top"                           | Richard Rodgers                         | Oscar Hammerstein II                           | 1943 |
| "Take the A Train"                                            | Billy Strayhorn                         | Billy Strayhorn                                | 1941 |
| "Tenderly"                                                    | Walter Gross                            | Jack Lawrence                                  | 1946 |
| "There Will Never Be Another You"                             | Harry Warren                            | Mack Gordon                                    | 1942 |
| "Things Ain't What They Used to Be"                           | Mercer Ellington                        | Ted Persons                                    | 1942 |
| "The Things We Did Last Summer"                               | Jule Styne                              | Sammy Cahn                                     | 1946 |
| "Time After Time                                              | Jule Styne                              | Sammy Cahn                                     | 1947 |
| "Well, You Needen't (It's Over Now)"                          | Thelonious Monk                         | Mike Ferro                                     | 1944 |
| "Yardbird Suite"                                              | Charlie Parker                          | N/B                                            | 1946 |
| "You Don't Know What Love Is"                                 | Gene De Paul, Don Raye                  | Gene De Paul, Don Raye                         | 1941 |
| "You Stepped Out of a Dream"                                  | Nacio Herb Brown                        | Gus Kahn                                       | 1940 |

## 1950–1960
| Titel                                                                      | Componist                                          | Tekstschrijver                                                          | Jaar |
| -------------------------------------------------------------------------- | -------------------------------------------------- | ----------------------------------------------------------------------- | ---- |
| "Afro Blue"                                                                | Mongo Santamaría                                   | N/B                                                                     | 1959 |
| "Airegin"                                                                  | Sonny Rollins                                      | N/B                                                                     | 1954 |
| "All Blues"                                                                | Miles Davis                                        | N/B                                                                     | 1959 |
| "Bags' Groove"                                                             | Milt Jackson                                       | N/B                                                                     | 1958 |
| "Blue Monk"                                                                | Thelonious Monk                                    | N/B                                                                     | 1954 |
| "Canadian Sunset"                                                          | Eddie Heywood                                      | Norman Gimbel                                                           | 1956 |
| "Chega de Saudade" (of "No More Blues")                                    | Antônio Carlos Jobim                               | Vinicius de Moraes (Portugees) Jon Hendricks, Jessie Cavanaugh (Engels) | 1958 |
| "Con Alma"                                                                 | Dizzy Gillespie                                    | N/B                                                                     | 1956 |
| "Desafinado" (of "Slightly Out of Tune", of "Off Key")                     | Antônio Carlos Jobim                               | Newton Mendonça (Portugees) Jon Hendricks, Jessie Cavanaugh (Engels)    | 1959 |
| "Fly Me to the Moon" (of "In Other Words")                                 | Bart Howard                                        | Bart Howard                                                             | 1954 |
| "Freddie Freeloader"                                                       | Miles Davis                                        | N/B                                                                     | 1959 |
| "Giant Steps"                                                              | John Coltrane                                      | N/B                                                                     | 1959 |
| "Goodbye Tristesse (of "A Felicidade")"                                    | Antônio Carlos Jobim                               | Vinicius de Moraes (Portugees) Hal Shaper (Engels)                      | 1959 |
| "Here's That Rainy Day"                                                    | Jimmy Van Heusen                                   | Johnny Burke                                                            | 1953 |
| "Jordu"                                                                    | Duke Jordan                                        | N/B                                                                     | 1953 |
| "Manhã de Carnaval" (of "A Day in the Life of a Fool", of "Black Orpheus") | Luiz Bonfá, Antônio Maria                          | Luiz Bonfá, Antônio Maria (Portugees) Carl Sigman (Engels)              | 1959 |
| "Milestones"                                                               | Miles Davis                                        | N/B                                                                     | 1958 |
| "Misty"                                                                    | Erroll Garner                                      | Johnny Burke                                                            | 1954 |
| "My Favorite Things"                                                       | Richard Rodgers                                    | Oscar Hammerstein II                                                    | 1959 |
| "My One and Only Love"                                                     | Guy Wood                                           | Robert Mellin                                                           | 1952 |
| "Naima" (of "Niema")                                                       | John Coltrane                                      | N/B                                                                     | 1959 |
| "Night Train"                                                              | Jimmy Forrest, Lewis P. Simpkins, Oscar Washington | N/B                                                                     | 1951 |
| "Oleo"                                                                     | Sonny Rollins                                      | N/B                                                                     | 1954 |
| "Satin Doll"                                                               | Duke Ellington, Billy Strayhorn                    | Johnny Mercer                                                           | 1953 |
| "So What"                                                                  | Miles Davis                                        | N/B                                                                     | 1959 |
| "Solar"                                                                    | Miles Davis                                        | N/B                                                                     | 1954 |
| "Straight, No Chaser"                                                      | Thelonious Monk                                    | N/B                                                                     | 1951 |
| "St. Thomas"                                                               | Sonny Rollins                                      | N/B                                                                     | 1956 |
| "Take Five"                                                                | Paul Desmond                                       | N/B                                                                     | 1959 |
| "That's All"                                                               | Bob Haymes, Alan Brandt                            | Bob Haymes, Alan Brandt                                                 | 1952 |

## 1960–1970
| Titel                                                 | Componist            | Tekstschrijver                                            | Jaar |
| ----------------------------------------------------- | -------------------- | --------------------------------------------------------- | ---- |
| "Blue Bossa"                                          | Kenny Dorham         | N/B                                                       | 1963 |
| "Cantaloupe Island"                                   | Herbie Hancock       | N/B                                                       | 1964 |
| "Corcovado" (of "Quiet Nights of Quiet Stars")        | Antônio Carlos Jobim | Antônio Carlos Jobim (Portugees) Gene Lees (Engels)       | 1962 |
| "Days of Wine and Roses"                              | Henry Mancini        | Johnny Mercer                                             | 1962 |
| "Dindi"                                               | Antônio Carlos Jobim | Aloysio de Oliveira (Portugees) Ray Gilbert (Engels)      | 1965 |
| "Dolphin Dance"                                       | Herbie Hancock       | N/B                                                       | 1965 |
| "Doxy"                                                | Sonny Rollins        | N/B                                                       | 1963 |
| "Footprints"                                          | Wayne Shorter        | N/B                                                       | 1966 |
| "The Gentle Rain" (of "Chuva Delicada")               | Luiz Bonfá           | Luiz Bonfá (Portugees) Matt Dubey (Engels)                | 1965 |
| "The Gift!" (of "Recado Bossa Nova")                  | Djalma Ferreira      | Luiz Antônio (Portugees) Paul Francis Webster (Engels)    | 1965 |
| "The Girl from Ipanema" (of "Garota de Ipanema")      | Antônio Carlos Jobim | Vinicius de Moraes (Portugees) Norman Gimbel (Engels)     | 1963 |
| "How Insensitive" (of "Insensatez")                   | Antônio Carlos Jobim | Vinicius de Moraes (Portugees) Norman Gimbel (Engels)     | 1963 |
| "If You Never Come to Me" (of "Inútil Paisagem")      | Antônio Carlos Jobim | Aloysio de Oliveira (Portugees) Ray Gilbert (Engels)      | 1963 |
| "Impressions"                                         | John Coltrane        | N/B                                                       | 1961 |
| "Inner Urge"                                          | Joe Henderson        | N/B                                                       | 1964 |
| "JuJu"                                                | Wayne Shorter        | N/B                                                       | 1964 |
| "Mahjong"                                             | Wayne Shorter        | N/B                                                       | 1964 |
| "Maiden Voyage"                                       | Herbie Hancock       | N/B                                                       | 1965 |
| "Meditation" (of "Meditação")                         | Antônio Carlos Jobim | Newton Mendonça (Portugees) Norman Gimbel (Engels)        | 1962 |
| "Mercy, Mercy, Mercy"                                 | Joe Zawinul          | Johnny "Guitar" Watson, Larry Williams                    | 1966 |
| "Once I Loved" (of "Amor em Paz", of "Love in Peace") | Antônio Carlos Jobim | Vinicius de Moraes (Portugees) Ray Gilbert (Engels)       | 1963 |
| "One Note Samba" (of "Samba de Uma Nota Só")          | Antônio Carlos Jobim | Newton Mendonça (Portugees) Antônio Carlos Jobim (Engels) | 1961 |
| "Oye cómo va"                                         | Tito Puente          | Tito Puente                                               | 1963 |
| "Recorda-Me"                                          | Joe Henderson        | N/B                                                       | 1963 |
| "Só Danço Samba" (of "Jazz 'N' Samba")                | Antônio Carlos Jobim | Vinicius de Moraes (Portugees) Norman Gimbel (Engels)     | 1963 |
| "Song for My Father"                                  | Horace Silver        | N/B                                                       | 1964 |
| "Speak No Evil"                                       | Wayne Shorter        | N/B                                                       | 1965 |
| "Stolen Moments"                                      | Oliver Nelson        | N/B                                                       | 1961 |
| "Summer Samba" (of "Samba de Verão", of "So Nice")    | Marcos Valle         | Paulo Sérgio Valle (Portugees) Norman Gimbel (Engels)     | 1966 |
| "Triste"                                              | Antônio Carlos Jobim | Antônio Carlos Jobim                                      | 1967 |
| "Water to Drink" (of "Água de Beber")                 | Antônio Carlos Jobim | Vinicius de Moraes (Portugees) Norman Gimbel (Engels)     | 1963 |
| "Watermelon Man"                                      | Herbie Hancock       | N/B                                                       | 1963 |
| "Wave" (of "Vou Te Contar")                           | Antônio Carlos Jobim | Antônio Carlos Jobim                                      | 1967 |

## 1970–1980
| Titel                | Componist                       | Tekstschrijver                  | Jaar |
| -------------------- | ------------------------------- | ------------------------------- | ---- |
| "Birdland"           | Joe Zawinul                     | N/B                             | 1977 |
| "Chameleon"          | Herbie Hancock                  | N/B                             | 1973 |
| "Little Sunflower"   | Freddie Hubbard                 | Al Jarreau                      | 1972 |
| "Mr. Magic"          | Ralph MacDonald, William Salter | Ralph MacDonald, William Salter | 1973 |
| "Red Clay"           | Freddie Hubbard                 | N/B                             | 1972 |
| "Send In the Clowns" | Stephen Sondheim                | Stephen Sondheim                | 1973 |
| "Spain"              | Chick Corea                     | N/B                             | 1971 |